# Кібератака на Colonial Pipeline
Кібератака на Colonial Pipeline (7 травня 2021 року) — атака шкідливого ПЗ на американську трубопровідну систему Colonial Pipeline, в результаті якої робота останньої була зупинена. Атака зупинила роботу всіх трубопроводів системи Colonial Pipeline. В результаті атаки Президент Байден оголосив надзвичайний стан. За оцінками преси, це «найуспішніша кібератака на нафтову інфраструктуру в історії країни».
Ймовірно, атаку було проведено хакерською групою DarkSide. Вважається, що за день до атаки та ж група викрала 100 Гб даних з серверів компанії. Хакери вимагали гроші за викрадені і за зашифровані дані компанії. За даними CNN, група хакерів може бути пов'язана із Росією.

## Опис ситуації
Трубопровідна система Colonial Pipeline доставляє бензин, дизельне паливо і авіагас з Техасу до Нью-Йорку. Цією трубопровідною мережею надходить ~45 % палива, яке споживається на східному узбережжі США. Атака відбулася на тлі зростання стурбованості з приводу уразливості інфраструктури для кібератак, що виникла після декількох гучних атак, в тому числі злому SolarWinds 2020 року, що вразив кілька державних установ, включаючи Пентагон, Міністерство фінансів, Державний департамент і Міністерство внутрішньої безпеки.

## Перебіг подій
6 травня, через кілька годин після атаки, компанія заплатила хакерам $5 млн у криптовалюті за відновлення роботи. Після оплати, хакери передали оператору дешифратор даних, але він працював дуже повільно, тому компанії довелося використовувати власні резервні копії.
9 травня 2021 року оголошено надзвичайний стан через зупинку трубопроводу. Організовується постачання пального цистернами, але потужностей не вистачає. Регіональний надзвичайний стан оголошено в 17 штатах і окрузі Колумбія. Він пом'якшує правила перевезення палива автомагістралями. До таких дій федеральний уряд вдався для того, щоб стабілізувати постачання палива із Техасу.
Станом на 12 травня сайт Colonial Pipeline не працював.
13 травня трубопровід відновив роботу, на повернення до роботи в стандартному режимі компанії знадобилося кілька днів.
19 травня представники компанії підтвердили виплату хакерам грошей, але у меншому об'ємі, ніж було вказано у ЗМІ, що писали про $90 млн. За словами директора Джозефа Блаунта, компанія заплатила хакерам $4,4 млн.